# Take Off (...e ora spogliati)
Take Off (...e ora spogliati) (Take Off) è un film film pornografico statunitense del 1978, diretto da Armand Weston. 
Si tratta di una sorta di rifacimento in chiave hard del romanzo Il ritratto di Dorian Gray di Oscar Wilde. L'aspetto e il comportamento del personaggio principale Darrin Blue nelle varie scene è basato su star di Hollywood contemporanee come James Cagney, Humphrey Bogart e Marlon Brando e contiene molte allusioni a noti film come Viale del tramonto.
Distribuita nel periodo della cosiddetta Golden Age of Porn negli anni settanta, nel 1989 la pellicola è stata inserita nella XRCO Hall of Fame.

## Trama
Il multimilionario ed ex gangster Darrin Blue ha 70 anni alla fine degli anni settanta ma sembra molto più giovane. Alla domanda in merito al suo aspetto incredibilmente giovanile da parte di un'amante, egli rivela che negli anni venti aveva un'amante più anziana che si fece filmare dal suo autista mentre facevano sesso all'aperto. Durante la visione del film, desiderava che la sua immagine nel film invecchiasse al suo posto, cosicché lui stesso rimanesse giovane per sempre. E così succede. In varie scene, seguiamo la vita di Darrin Blue nel corso dei decenni.

## Riprese
Le riprese del film si svolsero nel West Village e a Manhattan, New York. Alcune scene furono filmate nel ristorante Two If By Sea.

## Distribuzione
- Mature Pictures Corp (1978) (USA) (cinema)
- Difilm (1980) (Italia) (cinema)
- Video Classics (1984) (Australia) (VHS)
- Quality X Video (1985) (USA) (VHS)
- Video-X-Pix (USA) (VHS)
- Edizioni Tropici (Italia) (VHS)
- DIV (Brazil) (VHS)
- Video-X-Pix (USA) (video) (Laserdisc)
- Video-X-Pix (2002) (USA) (DVD)

## Premi e riconoscimenti
- 1978 AFAA Miglior attrice non protagonista a Georgina Spelvin[5]
- 1989 XRCO Hall of Fame